# 不列顛及愛爾蘭公爵爵位列表

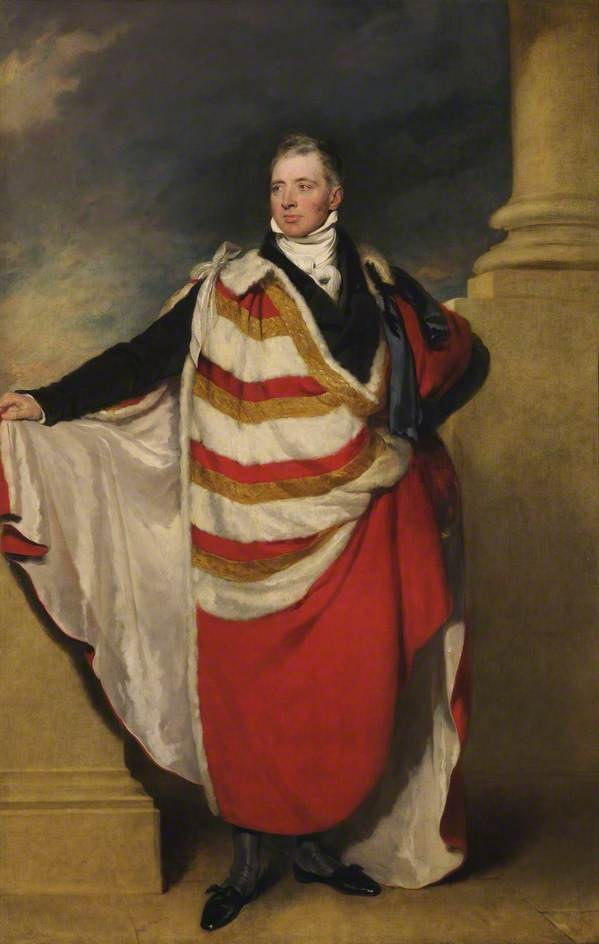
喬治·亨利·斐茲洛伊身穿代表葛拉夫頓公爵的長袍

此列表包含了由英格蘭王國、蘇格蘭王國、大不列顛王國、愛爾蘭王國、大不列顛和愛爾蘭聯合王國和大不列顛和北愛爾蘭聯合王國曾冊封的所有公爵爵位，包括現存、已絕嗣、歸屬待定、停止、廢除或剝奪的爵位。

## 公爵爵位在英格蘭的發展
爱德华三世冊封了英格蘭首三個公爵爵位（康沃爾、蘭開斯特、克拉倫斯）。1337年爱德华三世之長子黑太子爱德华獲封康沃爾公爵，為英格蘭的第一個公爵。在黑太子去世两周后，其9岁的兒子波尔多的理查重新獲封原爵位。他在1377年继承祖父之王位，登基為理查二世。作爲頭銜康沃尔公爵并没有编号。第二個公爵爵位，蘭開斯特公爵，原授予葛洛斯蒙的亨利，但在亨利死後爵位重新授予爱德华三世之三子，岡特的約翰。在同一天爱德华三世亦封其二子安特衛普的萊昂內爾為克拉倫斯公爵。理查二世成年後，他也授予其叔叔公爵爵位：蘭利的埃德蒙為約克公爵，伍德斯托克的托馬斯為格洛斯特公爵。當時公爵爵位只授予王室成員後代或與其通婚之貴族。在中世紀完結之時（傳統上以1485年的博斯沃思原野戰役作爲分水嶺），一共冊封了31個公爵爵位（使用16個不同爵號），但只有康沃爾、蘭卡斯特和薩福克這三個公爵爵位在1485年仍存。康沃爾公爵及後只授予儲君，而蘭卡斯特公爵則成爲君主財產。
第一代諾福克公爵在博斯沃思原野戰役中被殺，爵位被剝奪，但在1514年亨利八世歸還原爵位給第一代公爵之子。而經過三次重封的薩福克公爵也在1554年被剝奪爵位，因此當1558年伊麗莎白一世登基時，全英格蘭只有一個公爵，第四代諾福克公爵托馬斯·霍華德。伊麗莎白並沒有冊封任何公爵，並在1572年將托馬斯以密謀和蘇格蘭的瑪麗一世結婚並謀反之罪斬首，公爵此一等級爵位在英格蘭因此絕跡。現存的英格蘭公爵爵位均是在斯圖亞特時期冊封（或歸還，如諾福克公爵和薩默塞特公爵），第一個獲封的非皇室爵位是1623年詹姆士一世冊封乔治·维利尔斯為白金汉公爵。
撇除康沃爾公國和蘭開斯特公國外，英格蘭的其他公爵爵位均是以君主制誥或特許狀的方式冊封，爵位並沒有相關聯的領地。因此，爵位的繼承規定一般會在制誥中列出，而這些規定也和財產繼承法有顯著差異。譬如財產繼承人並不會自動成爲爵位繼承人，因爲其繼承規定要求繼承人是首名獲冊封者的後代。所以爵位可能會傳至原持有人之侄，而非其女，儘管她可能會繼承持有人的財產。

## 1337年至1707年英格蘭貴族中的公爵爵位
- 此代表爵位是一皇室爵位（英语：Royal dukedoms in the United Kingdom）。
- 此代表爵位至今尚存。

| 公爵爵位         | 冊封日期       | 獲封人                   | 姓氏                                       | 現況                       | 備注 |
| ---------------- | -------------- | ------------------------ | ------------------------------------------ | -------------------------- | --- |
| 康沃爾           | 1337年2月9日   | 伍德斯托克的愛德華       | 金雀花                                     | 現存                       | 由國君在世的最年長兒子暨儲君持有，現持有者為威爾斯親王威廉。 爵位同時包含康沃爾公國。                                                                                |
| 蘭開斯特         | 1351年3月6日   | 葛洛斯蒙的亨利           | 金雀花                                     | 絕嗣 1361年3月13日         | |
| 克拉倫斯         | 1362年11月13日 | 安特衛普的萊昂內爾       | 金雀花                                     | 絕嗣 1368年10月17日        | |
| 蘭開斯特         | 1362年11月13日 | 冈特的约翰               | 金雀花                                     | 與王位合併 1399年9月30日   | 不論性別，英國國君現仍會偶然被稱作蘭開斯特公爵。 爵位同時包含蘭開斯特公國。                                                                                          |
| 康沃爾           | 1376年11月20日 | 波爾多的理查             | 金雀花                                     | 與王位合併 1377年6月22日   | 和1337年的冊封不同，獲封人並非國君之長子 |
| 约克             | 1385年8月6日   | 蘭利的埃德蒙             | 金雀花                                     | 與王位合併 1461年3月4日    | 於1415年至1425年間爵位被剝奪 |
| 格洛斯特         | 1385年8月6日   | 伍德斯托克的托马斯       | 金雀花                                     | 被廢除 1397年9月8日        | |
| 愛爾蘭           | 1386年10月13日 | 羅伯特                   | 維爾                                       | 被廢除 1388年2月3日        | 為終身爵位。 |
| 赫里福德         | 1397年9月29日  | 博林布魯克的亨利         | 金雀花                                     | 與王位合併 1399年9月30日   | |
| 奧馬勒           | 1397年9月29日  | 諾里奇的愛德華           | 金雀花                                     | 爵位被剝奪 1399年11月3日   | 從1390年起同時為拉特蘭伯爵； 從1402年起同時為约克公爵 |
| 埃克塞特         | 1397年9月29日  | 約翰                     | 霍蘭                                       | 爵位被剝奪 1399年          | 肯特伯爵伍德斯托克的埃德蒙的後代，埃德蒙為愛德華一世之子。 |
| 薩里             | 1397年9月29日  | 托馬斯                   | 霍蘭                                       | 被廢除 1399年              | 肯特伯爵伍德斯托克的埃德蒙的後代，埃德蒙為愛德華一世之子。 |
| 諾福克           | 1397年9月29日  | 托馬斯                   | 莫布雷                                     | 絕嗣 1476年1月17日         | 於1399年至1425年間頭銜未曾被使用。 諾福克伯爵布拉澤頓的托馬斯的女系後代，托馬斯為愛德華一世之子。                                                                    |
| 諾福克           | 1397年9月29日  | 瑪嘉烈                   | 金雀花                                     | 絕嗣 1400年3月24日         | 為終身爵位 |
| 蘭開斯特         | 1399年11月10日 | 蒙茅斯的亨利             | 金雀花                                     | 與王位合併 1413年3月20日   | 同時為康沃爾公爵 |
| 克拉倫斯         | 1412年7月2日   | 蘭開斯特的托馬斯         | 金雀花                                     | 絕嗣 1421年3月22日         | |
| 貝德福德         | 1414年5月16日  | 蘭開斯特的約翰           | 金雀花                                     | 絕嗣 1435年9月14日         | |
| 格洛斯特         | 1414年5月16日  | 蘭開斯特的汉弗莱         | 金雀花                                     | 絕嗣 1447年2月28日         | |
| 埃克塞特         | 1416年11月18日 | 托馬斯                   | 蒲福（金雀花支系）                         | 絕嗣 1426年12月30日        | 岡特的約翰之子，約翰爲愛德華三世之子。 |
| 埃克塞特         | 1443年1月6日   | 約翰                     | 霍蘭                                       | 被廢除 1461年11月4日       | 肯特伯爵伍德斯托克的埃德蒙的後代，埃德蒙為愛德華一世之子。 |
| 薩默塞特         | 1443年8月28日  | 約翰                     | 蒲福（金雀花支系）                         | 絕嗣 1444年5月27日         | 岡特的約翰之子的後代，約翰爲愛德華三世之子。 |
| 白金漢           | 1444年9月14日  | 漢弗萊                   | 斯塔福德                                   | 被廢除 1521年5月17日       | 於1483年11月2日至1485年11月間爵位被剝奪。 伍德斯托克的托馬斯之女的後代，托馬斯為愛德華三世之幼子。                                                                   |
| 華威             | 1445年4月5日   | 亨利                     | 博尚                                       | 絕嗣 1446年6月11日         | |
| 薩默塞特         | 1448年3月31日  | 埃德蒙                   | 蒲福（金雀花支系）                         | 被廢除 1464年4月3日        | 於1461年至1463年間爵位被剝奪。 岡特的約翰之子的後代，約翰爲愛德華三世之子。                                                                                          |
| 薩福克           | 1448年7月2日   | 威廉                     | 德·拉·波爾                                 | 自行歸還爵位 1493年2月26日 | 於1450年至1463年間爵位被剝奪。 妻子為约克的伊丽莎白，愛德華四世和理查三世的姐姐。                                                                                    |
| 克拉倫斯         | 1461年6月      | 乔治                     | 金雀花                                     | 被廢除 1478年2月18日       | |
| 格洛斯特         | 1461年         | 理查三世                 | 金雀花                                     | 與王位合併 1483年6月22日   | |
| 貝德福德         | 1470年1月5日   | 喬治                     | 內維爾                                     | 爵位被剝奪 1478年          | 曾被許婚給愛德華四世之女約克的伊麗莎白。 |
| 约克             | 1474年5月28日  | 什魯斯伯里的理查         | 金雀花                                     | 絕嗣 1483年                | 1477年起同時為諾福克公爵 |
| 諾福克           | 1477年6月12日  | 什魯斯伯里的理查         | 金雀花                                     | 絕嗣 1483年                | 同時為约克公爵 |
| 貝德福德         | 1478年         | 乔治                     | 金雀花                                     | 絕嗣 1479年                | |
| 諾福克           | 1483年6月28日  | 約翰                     | 霍華德、菲查倫-霍華德                      | 現存                       | 於1485年至1514年間、1547年至1553年間和1572年至1660年間爵位被剝奪。 諾福克伯爵布拉澤頓的托馬斯的女系後代，埃德蒙為愛德華一世之子。                                    |
| 貝德福德         | 1485年10月27日 | 贾斯珀                   | 都鐸                                       | 絕嗣 1495年12月21日        | |
| 约克             | 1494年10月31日 | 亨利                     | 都鐸                                       | 與王位合併 1509年4月21日   | 從1502年起同時為康沃爾公爵 |
| 薩默塞特         | 1499年2月24日  | 埃德蒙                   | 都鐸                                       | 絕嗣 1500年6月19日         | |
| 薩福克           | 1514年2月1日   | 查爾斯                   | 布蘭登                                     | 絕嗣 1551年7月14日         | 前法國王后、亨利八世之妹，瑪麗·都鐸的丈夫 |
| 列治文和森麻實   | 1525年6月18日  | 亨利                     | 菲茨羅伊                                   | 絕嗣 1536年7月22日         | 亨利八世的私生子 |
| 薩默塞特         | 1547年2月16日  | 愛德華                   | 西摩                                       | 現存                       | 於1552年1月22日至1660年9月13日間爵位被剝奪。 愛德華六世之舅。 |
| 諾森伯蘭         | 1551年10月11日 | 約翰                     | 達德利                                     | 被廢除 1553年8月22日       | |
| 薩福克           | 1551年10月11日 | 亨利                     | 格雷                                       | 被廢除 1554年2月23日       | 和弗朗西絲·布蘭登結婚，弗朗西絲為第一代薩福克公爵查爾斯·布蘭登和瑪麗·都鐸之女。瑪麗為亨利八世之姐姐。                                                                |
| 约克             | 1605年1月6日   | 查理                     | 斯圖亞特                                   | 與王位合併 1625年3月27日   | 同時為蘇格蘭的奧爾巴尼公爵； 從1612年起同時為康沃爾公爵。 |
| 里奇蒙           | 1623年5月17日  | 盧多維克                 | 斯圖亞特                                   | 絕嗣 1624年2月16日         | |
| 白金漢           | 1623年5月18日  | 乔治                     | 維利爾斯                                   | 絕嗣 1687年4月16日         | |
| 里奇蒙           | 1641年8月8日   | 詹姆斯                   | 斯圖亞特                                   | 絕嗣 1672年12月12日        | |
| 坎伯蘭           | 1644年1月24日  | 普法爾茨的魯普雷希特親王 | 無（維特爾斯巴赫）                         | 絕嗣 1682年11月29日        | 授予普法爾茨的魯普雷希特親王 |
| 约克             | 1644年1月27日  | 詹姆斯                   | 斯圖亞特                                   | 與王位合併 1685年2月6日    | |
| 達德利           | 1644年5月23日  | 愛麗絲                   | 達德利                                     | 絕嗣 1669年1月22日         | 為終身爵位。 |
| 格洛斯特         | 1659年5月13日  | 亨利                     | 斯圖亞特                                   | 絕嗣 1660年9月13日         | |
| 阿博馬爾         | 1660年7月7日   | 喬治                     | 蒙克                                       | 絕嗣 1688年10月6日         | |
| 蒙茅斯           | 1663年2月14日  | 詹姆斯                   | 斯科特（私生子，原為斯圖亞特）             | 被廢除 1685年7月15日       | |
| 剑桥             | 1664年8月23日  | 詹姆斯                   | 斯圖亞特                                   | 絕嗣 1667年6月20日         | |
| 泰恩河畔紐卡素   | 1665年3月16日  | 威廉                     | 卡文迪許                                   | 絕嗣 1691年7月26日         | |
| 肯德爾           | 1666年         | 查理斯                   | 斯圖亞特                                   | 絕嗣 1667年5月22日         | |
| 剑桥             | 1667年10月7日  | 埃德加                   | 斯圖亞特                                   | 絕嗣 1671年6月8日          | |
| 克利夫蘭         | 1670年8月3日   | 芭芭拉                   | 維利爾斯、菲茨羅伊（私生子，原為斯圖亞特） | 絕嗣 1774年5月18日         | 從1709年起同時為南安普敦公爵 |
| 朴茨茅斯         | 1673年8月19日  | 路易絲                   | 珀南科埃·德·克魯阿爾                       | 絕嗣 1734年11月14日        | 為終身爵位。 |
| 里奇蒙           | 1675年8月9日   | 查爾斯                   | 倫諾克斯（私生子，原為斯圖亞特）           | 現存                       | 同時為蘇格蘭的倫諾克斯公爵； 從1876年起同時為聯合王國的戈登公爵 |
| 南安普頓         | 1675年9月10日  | 查爾斯                   | 菲茨羅伊（私生子，原為斯圖亞特）           | 絕嗣 1774年5月18日         | 從1709年起同時為克里夫蘭公爵 |
| 葛拉夫頓         | 1675年9月11日  | 亨利                     | 斐茲洛伊（私生子，原為斯圖亞特）           | 現存                       | |
| 奧蒙德           | 1682年11月9日  | 詹姆斯                   | 巴特勒                                     | 被廢除 1715年8月20日       | 同時為愛爾蘭的奧蒙德公爵 |
| 蒲福             | 1682年12月2日  | 亨利                     | 萨默塞特（私生子，原為金雀花）             | 現存                       | 經蒲福家族，為岡特的約翰的後代，約翰爲愛德華三世之子。 |
| 諾森伯蘭         | 1683年4月6日   | 喬治                     | 斐茲洛伊（私生子，原為斯圖亞特）           | 絕嗣 1716年7月3日          | |
| 聖奧爾本斯       | 1684年1月10日  | 查理斯                   | 博克萊爾（私生子，原為斯圖亞特）           | 現存                       | |
| 特威德河畔贝里克 | 1687年3月19日  | 詹姆斯                   | 斐茲詹姆斯（私生子，原為斯圖亞特）         | 現況不明                   | 此爵位一般被認爲是在1695年被英格蘭議會決議廢除，但議會内並未留下相關紀錄。 如果決議並不存在，此爵位則為現存，並由第十二代贝里克公爵卡洛斯·菲茨-詹姆斯·斯圖亞特持有。 |
| 坎伯蘭           | 1689年4月9日   | 乔治王子                 | 奥尔登堡                                   | 絕嗣 1708年10月28日        | |
| 保頓             | 1689年4月9日   | 查理斯                   | 波利特                                     | 絕嗣 1794年12月25日        | |
| 紹姆貝格         | 1689年4月10日  | 弗雷德里希               | 紹姆貝格                                   | 絕嗣 1719年7月5日          | 從1691年起同時為愛爾蘭的利揚公爵 |
| 什魯斯伯里       | 1694年4月30日  | 查理斯                   | 塔爾博特                                   | 絕嗣 1718年2月1日          | |
| 利兹             | 1694年5月4日   | 托馬斯                   | 奥斯本                                     | 絕嗣 1964年3月20日         | |
| 貝德福德         | 1694年5月11日  | 威廉                     | 羅素                                       | 現存                       | |
| 德文郡           | 1694年5月12日  | 威廉                     | 卡文迪许                                   | 現存                       | |
| 泰恩河畔紐卡素   | 1694年5月14日  | 約翰                     | 霍利斯                                     | 絕嗣 1711年7月15日         | |
| 馬爾博羅         | 1702年12月14日 | 約翰                     | 丘吉爾、斯賓塞、 斯賓塞-丘吉爾             | 現存                       | |
| 白金漢和諾曼比   | 1703年3月23日  | 約翰                     | 谢菲尔德                                   | 絕嗣 1735年10月30日        | |
| 拉特蘭           | 1703年3月29日  | 約翰                     | 曼納斯                                     | 現存                       | |
| 蒙塔居           | 1705年4月14日  | 拉爾夫                   | 蒙塔居                                     | 絕嗣 1749年7月16日         | |
| 剑桥             | 1706年11月9日  | 乔治二世                 | 汉诺威                                     | 與王位合併 1727年6月11日   | 從1714年起同時為康沃爾公爵 |

## 1398年至1707年蘇格蘭貴族中的公爵爵位
- 此代表爵位是一皇室爵位（英语：Royal dukedoms in the United Kingdom）。
- 此代表爵位至今尚存。

| 公爵爵位     | 冊封日期       | 姓氏                              | 現況                     | 備注 |
| ------------ | -------------- | --------------------------------- | ------------------------ | --- |
| 羅撒西       | 1398年4月28日  | 斯圖亞特                          | 現存                     | 由國君在世的最年長兒子暨儲君持有，故從1603年起同時為康沃爾公爵。 |
| 奧爾巴尼     | 1398年4月28日  | 斯圖亞特                          | 被廢除 1425年5月24日     | |
| 奧爾巴尼     | 1457年         | 斯圖亞特                          | 絕嗣 1536年6月2日        | 於1479年至1482年及於1483年至1514年爵位被剝奪。 |
| 羅斯         | 1488年1月29日  | 斯圖亞特                          | 絕嗣 1504年1月17日       | |
| 蒙羅斯       | 1488年5月18日  | 林賽                              | 絕嗣 1495年12月          | 於1488年至1489年爵位被剝奪；從1489年起為終身爵位。 |
| 羅斯         | 1514年         | 斯圖亞特                          | 絕嗣 1515年12月18日      | 亞歷山大·斯圖亞特被稱作羅斯公爵，但從未被正式冊封 |
| 奧爾巴尼     | 1541年         | 斯圖亞特                          | 絕嗣 1541年              | 亞瑟·斯圖亞特被稱作奧爾巴尼公爵，但從未被正式冊封 |
| 奧爾巴尼     | 1565年7月20日  | 斯圖亞特                          | 與王位合併 1567年7月24日 | |
| 奧克尼       | 1567年5月12日  | 赫本                              | 被廢除 1567年12月29日    | |
| 倫諾克斯     | 1581年8月5日   | 斯圖亞特                          | 絕嗣 1672年12月12日      | 於1623年至1624年及從1641年起同時為英格蘭貴族中的列治文公爵； 於1613年至1623年用列治文伯爵名義，及於1624年至1641年以马奇伯爵名義在英格蘭上議院議事。                                            |
| 奧爾巴尼     | 1600年12月23日 | 斯圖亞特                          | 與王位合併 1625年3月27日 | 從1605年起同時為英格蘭貴族中的約克公爵； 從1612年起同時為羅撒西公爵。 |
| 金泰尔和洛恩 | 1602年         | 斯圖亞特                          | 絕嗣 1602年              | |
| 漢密爾頓     | 1643年4月12日  | 漢密爾頓、 道格拉斯-漢密爾頓      | 現存                     | 從1711年起同時為大不列顛貴族中的布蘭登公爵； 於1643年至1651年用英格蘭的劍橋伯爵名義在英格蘭上議院議事，及於1782年至1963年用大不列顛的布蘭登公爵名義在上議院議事。                              |
| 漢密爾頓     | 1660年9月20日  | 道格拉斯（冠妻姓為漢密爾頓）      | 絕嗣 1694年4月18日       | 為終身爵位；為第三代漢密爾頓女公爵的丈夫 |
| 奧爾巴尼     | 1660年12月31日 | 斯圖亞特                          | 與王位合併 1685年2月6日  | 同時為英格蘭貴族中的约克公爵 |
| 巴克盧       | 1663年4月20日  | 斯科特                            | 被廢除 1685年7月15日     | 同時為英格蘭貴族中的蒙茅斯公爵 |
| 巴克盧       | 1663年4月20日  | 斯科特、 蒙塔居·道格拉斯·斯科特   | 現存                     | 從1810年起同時為昆斯伯里公爵； 於1743年至1963年用英格蘭的唐卡斯特伯爵名義在上議院議事。 |
| 勞德代爾     | 1672年5月1日   | 梅特蘭                            | 絕嗣 1682年8月24日       | |
| 倫諾克斯     | 1675年9月9日   | 倫諾克斯                          | 現存                     | 同時為英格蘭貴族中的里士滿公爵； 從1876年起同時為聯合王國的戈登公爵。 |
| 羅西斯       | 1680年5月29日  | 萊斯利                            | 絕嗣 1681年7月27日       | |
| 戈登         | 1684年11月3日  | 戈登                              | 絕嗣 1836年5月28日       | 於1784年至1836年用大不列顛貴族中的諾里奇伯爵名義在上議院議事。 |
| 昆斯伯里     | 1684年11月3日  | 道格拉斯、 蒙塔居·道格拉斯·斯科特 | 現存                     | 於1708年至1778年間同時為大不列顛貴族中的多佛公爵； 從1810年起同時為巴克盧公爵。 |
| 阿蓋爾       | 1701年6月23日  | 坎貝爾                            | 現存                     | 於1718年至1743年間同時為大不列顛貴族中的格林尼治公爵； 從1892年起同時為聯合王國貴族中的阿蓋爾公爵； 於1705年至1743年間用格林尼治伯爵名義，及於1782年至1892年間用桑德里奇男爵名義在上議院議事。 |
| 道格拉斯     | 1703年4月10日  | 道格拉斯                          | 絕嗣 1761年7月21日       | 授予道格拉斯侯爵。 |
| 阿瑟爾       | 1703年6月30日  | 默里                              | 現存                     | 於1786年至1957年間用斯特蘭奇伯爵名義在上議院議事。 |
| 蒙羅斯       | 1707年4月24日  | 格雷厄姆                          | 現存                     | 於1782年至1963年間用格雷厄姆伯爵名義在上議院議事。 |
| 羅克斯堡     | 1707年4月25日  | 克爾                              | 現存                     | 1805年10月22日至1812年5月11日被休止； 於1782年至1804年間用克爾伯爵名義，及於1837年至1963年間用英尼斯伯爵名義在上議院議事。                                                                     |

## 1707年至1801年大不列顛貴族中的公爵爵位
- 此代表爵位是一皇室爵位（英语：Royal dukedoms in the United Kingdom）。
- 此代表爵位至今尚存。

| 公爵爵位             | 冊封日期       | 獲封人                                 | 姓氏                         | 現況                      | 備注                                      |
| -------------------- | -------------- | -------------------------------------- | ---------------------------- | ------------------------- | ----------------------------------------- |
| 多佛                 | 1708年5月26日  | 昆斯伯里公爵詹姆斯·道格拉斯            | 道格拉斯                     | 絕嗣 1778年10月22日       | 同時為蘇格蘭的昆斯伯里公爵                |
| 根德                 | 1710年4月28日  | 根德侯爵亨利·格雷                      | 格雷                         | 絕嗣 1740年6月5日         |                                           |
| 布蘭登               | 1711年9月10日  | 漢密爾頓公爵詹姆斯·漢密爾頓            | 道格拉斯-漢密爾頓            | 現存                      | 同時為蘇格蘭的漢密爾頓公爵                |
| 安卡斯特和凱斯蒂文   | 1715年7月26日  | 林賽侯爵羅伯特·伯蒂                    | 伯蒂                         | 絕嗣 1809年2月8日         |                                           |
| 赫爾河畔京士頓       | 1715年8月10日  | 多爾切斯特侯爵伊夫林·皮埃爾蓬          | 皮埃爾蓬                     | 絕嗣 1773年9月23日        |                                           |
| 泰恩河畔紐卡素       | 1715年8月11日  | 克萊爾伯爵托馬斯·佩勒姆-霍利斯         | 佩勒姆-霍利斯                | 絕嗣 1768年11月17日       | 從1757年起同時為紐卡素安德萊姆公爵        |
| 約克和奧爾巴尼       | 1716年7月5日   | 奧斯納布魯克采邑主教恩斯特·奧古斯特    | 汉诺威                       | 絕嗣 1728年8月14日        |                                           |
| 波特蘭               | 1716年7月6日   | 波特蘭伯爵亨利·本廷克                  | 本廷克                       | 絕嗣 1990年7月30日        |                                           |
| 沃頓                 | 1718年1月28日  | 沃頓侯爵菲利普·沃頓                    | 沃頓                         | 絕嗣 1731年5月31日        |                                           |
| 肯德爾               | 1719年3月19日  | 芒斯特女公爵美露莘·馮·德·舒倫堡        | 舒倫堡                       | 絕嗣 1743年5月10日        | 同時為愛爾蘭的芒斯特女公爵； 為終身爵位。 |
| 格林威治             | 1719年4月27日  | 阿蓋爾公爵約翰·坎貝爾                  | 坎貝爾                       | 絕嗣 1743年10月4日        | 同時為蘇格蘭的阿蓋爾公爵。                |
| 曼徹斯特             | 1719年4月28日  | 曼徹斯特伯爵查理斯·蒙塔居              | 蒙塔居                       | 現存                      |                                           |
| 錢多斯               | 1719年4月29日  | 卡納芬伯爵詹姆斯·布里奇斯              | 布里奇斯                     | 絕嗣 1789年9月29日        |                                           |
| 多實                 | 1720年6月17日  | 多實伯爵萊昂內爾·克蘭菲爾德·薩克維爾   | 薩克維爾                     | 絕嗣 1843年7月29日        |                                           |
| 布里奇沃特           | 1720年6月18日  | 布里奇沃特伯爵斯克魯普·艾格頓          | 艾格頓                       | 絕嗣 1803年3月8日         |                                           |
| 爱丁堡               | 1726年7月26日  | 腓特烈·路易王子                        | 汉诺威                       | 與王位合併 1760年10月25日 | 於1727年至1751年同時為康沃爾公爵          |
| 坎伯蘭               | 1726年7月27日  | 威廉·奧古斯塔斯王子                    | 汉诺威                       | 絕嗣 1765年10月31日       |                                           |
| 紐卡素安德萊姆       | 1756年11月17日 | 泰恩河畔紐卡素公爵托馬斯·佩勒姆-霍利斯 | 佩勒姆-霍利斯、佩勒姆-克林頓 | 絕嗣 1988年12月25日       | 直至1768年前同時為泰恩河畔紐卡素公爵      |
| 約克和奧爾巴尼       | 1760年4月1日   | 愛德華·奧古斯都親王                    | 汉诺威                       | 絕嗣 1767年9月17日        |                                           |
| 格洛斯特和愛丁堡     | 1764年11月19日 | 威廉·亨利親王                          | 汉诺威                       | 絕嗣 1834年11月30日       |                                           |
| 諾森伯蘭             | 1766年10月22日 | 諾森伯蘭伯爵休·珀西                    | 珀西                         | 現存                      |                                           |
| 坎伯蘭和斯特拉森     | 1766年10月22日 | 亨利·腓特烈王子                        | 汉诺威                       | 絕嗣 1790年9月18日        |                                           |
| 蒙塔居               | 1766年11月5日  | 卡迪根伯爵喬治·蒙塔居                  | 蒙塔居                       | 絕嗣 1790年5月23日        |                                           |
| 約克和奧爾巴尼       | 1784年11月29日 | 弗雷德里克·奧古斯都王子                | 汉诺威                       | 絕嗣 1827年1月5日         |                                           |
| 克拉倫斯和聖安德魯斯 | 1789年5月20日  | 威廉·亨利王子                          | 汉诺威                       | 與王位合併 1830年6月26日  |                                           |
| 肯特及斯特拉森       | 1799年4月24日  | 愛德華·奧古斯都親王                    | 汉诺威                       | 絕嗣 1820年1月23日        |                                           |
| 坎伯蘭和特維奧特戴爾 | 1799年4月24日  | 恩斯特·奧古斯特王子                    | 汉诺威                       | 爵位被剝奪 1919年3月28日  |                                           |

## 1661年至1868年愛爾蘭貴族中的公爵爵位
- 此代表爵位至今尚存。

| 公爵爵位 | 冊封日期       | 獲封人                       | 姓氏     | 現況                | 備注 |
| -------- | -------------- | ---------------------------- | -------- | ------------------- | --- |
| 奧蒙德   | 1661年3月30日  | 奧蒙德侯爵詹姆斯·巴特勒      | 巴特勒   | 絕嗣 1758年12月17日 | 直至1715年前同時為英格蘭的奧蒙德公爵； 此爵位一般被認爲在1715年與英格蘭的爵位一同被廢除，在1745年繼承爵位的第三代公爵未曾使用此頭銜。 |
| 倫斯特   | 1691年3月3日   | 邁因哈特·紹姆貝格勳爵        | 紹姆貝格 | 絕嗣 1719年7月16日  | 從1691年起同時為英格蘭的紹姆貝格公爵                                                                                                  |
| 芒斯特   | 1716年7月18日  | 艾倫嘉德·美露莘·馮·德·舒倫堡 | 舒倫堡   | 絕嗣 1743年5月10日  | 從1719年起同時為大不列顛的肯德爾女公爵                                                                                                |
| 倫斯特   | 1766年11月26日 | 基爾代爾侯爵詹姆斯·斐茲傑惹  | 斐茲傑惹 | 現存                | 於1747年至1999年間用倫斯特子爵名義在上議院議事。                                                                                      |
| 阿伯康   | 1868年8月10日  | 阿伯康侯爵詹姆斯·漢密爾頓    | 漢密爾頓 | 現存                | 於1868年至1999年間用阿伯康侯爵名義在上議院議事。                                                                                      |

## 1801年迄今聯合王國貴族中的公爵爵位
- 此代表爵位是一皇室爵位（英语：Royal dukedoms in the United Kingdom）。
- 此代表這非皇室爵位至今尚存。

| 公爵爵位           | 冊封日期       | 獲封人                                                | 姓氏                                      | 現況                      | 備注 | Ref.   |
| ------------------ | -------------- | ----------------------------------------------------- | ----------------------------------------- | ------------------------- | --- | ------ |
| 薩塞克斯           | 1801年11月27日 | 奧古斯都·腓特烈王子                                   | 汉诺威                                    | 絕嗣 1843年4月21日        | | [ 31 ] |
| 剑桥               | 1801年11月27日 | 阿道弗斯王子                                          | 汉诺威                                    | 絕嗣 1904年3月17日        | | [ 31 ] |
| 威靈頓             | 1814年5月11日  | 威靈頓侯爵阿瑟·韋爾斯利                               | 韋爾斯利                                  | 現存                      | | [ 32 ] |
| 白金漢和錢多斯     | 1822年2月4日   | 白金漢侯爵理查·坦普爾-紐金特-布里奇斯-錢多斯-格倫維爾 | 坦普爾-紐金特-布里奇斯-錢多斯-格倫維爾    | 絕嗣 1889年3月26日        | | [ 33 ] |
| 薩瑟蘭             | 1833年1月28日  | 斯塔福德侯爵喬治·萊韋森-高爾                          | 萊韋森-高爾、 薩瑟蘭-萊韋森-高爾、 艾格頓 | 現存                      | | [ 34 ] |
| 克利夫蘭           | 1833年1月29日  | 克利夫蘭侯爵威廉·范恩                                 | 范恩、布朗特                              | 絕嗣 1891年8月21日        | | [ 34 ] |
| 印威內斯           | 1840年4月10日  | 塞西莉亞·昂德伍                                       | 昂德伍                                    | 絕嗣 1873年8月1日         | 薩塞克斯公爵之妻。 | [ 35 ] |
| 爱丁堡             | 1866年5月24日  | 亞爾菲臘親王                                          | 薩克森-科堡-哥達                          | 絕嗣 1900年7月30日        | | [ 36 ] |
| 西敏               | 1874年2月27日  | 西敏侯爵休·格羅夫納                                   | 格羅夫納                                  | 現存                      | | [ 37 ] |
| 康諾特和斯特拉森   | 1874年5月24日  | 阿瑟王子                                              | 薩克森-科堡-哥達                          | 絕嗣 1943年4月26日        | | [ 38 ] |
| 戈登               | 1876年1月13日  | 列治文公爵查爾斯·戈登-倫諾克斯                        | 戈登-倫諾克斯                             | 現存                      | 同時為英格蘭的里奇蒙公爵和蘇格蘭的倫諾克斯公爵。                                                                                      | [ 39 ] |
| 奧爾巴尼           | 1881年5月24日  | 利奧波德王子                                          | 薩克森-科堡-哥達                          | 爵位被剝奪 1919年3月28日  | | [ 40 ] |
| 法夫               | 1889年7月29日  | 法夫伯爵亞歷山大·達夫                                 | 達夫                                      | 絕嗣 1912年1月29日        | 此爵位的制誥中列出繼承方式為公爵的合法男性後代。 於1900年的重封中新制誥列明允許第一代公爵的合法女兒及其合法男性後代繼承爵位（見下）。 | [ 41 ] |
| 克拉倫斯和阿文代爾 | 1890年5月24日  | 威爾斯的阿爾伯特·域陀王子                             | 薩克森-科堡-哥達                          | 絕嗣 1892年1月14日        | | [ 42 ] |
| 阿蓋爾             | 1892年4月7日   | 阿蓋爾公爵喬治·坎貝爾                                 | 坎貝爾                                    | 現存                      | 同時為蘇格蘭的阿蓋爾公爵。 | [ 43 ] |
| 约克               | 1892年5月24日  | 威爾斯的乔治王子                                      | 薩克森-科堡-哥達                          | 與王位合併 1910年5月6日   | 從1901年起同時為康沃爾公爵。 | [ 44 ] |
| 法夫               | 1900年4月24日  | 法夫公爵亞歷山大·達夫                                 | 達夫、卡內基                              | 現存                      | | [ 45 ] |
| 约克               | 1920年6月5日   | 亞厘畢王子                                            | 溫莎                                      | 與王位合併 1936年12月11日 | | [ 46 ] |
| 格洛斯特           | 1928年3月31日  | 亨利王子                                              | 溫莎                                      | 現存                      | | [ 47 ] |
| 根德               | 1934年10月12日 | 喬治王子                                              | 溫莎                                      | 現存                      | | [ 48 ] |
| 溫莎               | 1937年3月8日   | 愛德華八世                                            | 溫莎                                      | 絕嗣 1972年5月28日        | | [ 49 ] |
| 爱丁堡             | 1947年11月20日 | 菲臘·蒙巴頓爵士                                       | 蒙巴頓                                    | 與王位合併 2022年9月8日   | 從2021年起同時為康沃爾公爵。 | [ 50 ] |
| 约克               | 1986年7月23日  | 安德魯王子                                            | 溫莎                                      | 現存                      | | [ 51 ] |
| 剑桥               | 2011年4月29日  | 威爾斯的威廉王子                                      | 溫莎                                      | 現存                      | 從2022年起同時為康沃爾公爵。 | [ 52 ] |
| 薩塞克斯           | 2018年5月19日  | 威爾斯的哈里王子                                      | 溫莎                                      | 現存                      | | [ 53 ] |
| 爱丁堡             | 2023年3月10日  | 爱德华王子                                            | 溫莎                                      | 現存                      | | [ 54 ] |